# Małgorzata Barnimówna
Małgorzata Barnimówna (ur. ?, zm. ?) – prawdopodobna córka Barnima I Dobrego, księcia szczecińskiego i pomorskiego oraz Matyldy askańskiej.

## Pochodzenie
W literaturze przedmiotu istnieje pogląd, że Małgorzata była najmłodszą córką Barnima I Dobrego i Matyldy askańskiej (M. Wehrmann, R. Klempin, T.Pyl, H. Hoogeweg). Najnowsze badania genealogiczne, na podstawie dokumentu z 23 listopada 1330 wykazują filiację w I stopniu pokrewieństwa z Jaksą II choćkowskim i Ciecisławą, córką Stoisława II von Vilmnitza i Małgorzaty von Podebuz (Putbus).
Brak natomiast dalszych dokumentów źródłowych powoduje pozostawienie rodowodu księżniczki pod znakiem zapytania. E. Rymar, genealog w Rodowodzie książąt pomorskich pozostawia ją w dynastii Gryfitów.
Hipoteza 1
| Bogusław II ur. w okr. 1178–1184 zm. 23 lub 24 I 1220 lub 1221 | Bogusław II ur. w okr. 1178–1184 zm. 23 lub 24 I 1220 lub 1221 |                                                        |                                                        | Mirosława ur. w okr. 1190–1195 zm. p. przed 2 II 1237 | Mirosława ur. w okr. 1190–1195 zm. p. przed 2 II 1237 |  |  | Otton III Pobożny ur. 1215 zm. 9 X 1267 | Otton III Pobożny ur. 1215 zm. 9 X 1267 |                                        |                                        | Bożena (Beatrix) ur. przed 1230 zm. 27 V 1290 | Bożena (Beatrix) ur. przed 1230 zm. 27 V 1290 |
|                                                                |                                                                |                                                        |                                                        |                                                       |                                                       |  |  |                                         |                                         |                                        |                                        |                                               |                                               |
|                                                                |                                                                |                                                        |                                                        |                                                       |                                                       |  |  |                                         |                                         |                                        |                                        |                                               |                                               |
|                                                                |                                                                | Barnim I Dobry ur. zap. ok. 1210 zm. 13 lub 14 XI 1278 | Barnim I Dobry ur. zap. ok. 1210 zm. 13 lub 14 XI 1278 |                                                       |                                                       |  |  |                                         |                                         | Matylda askańska ur. ? zm. 20 XII 1316 | Matylda askańska ur. ? zm. 20 XII 1316 |                                               |                                               |
|                                                                |                                                                |                                                        |                                                        |                                                       |                                                       |  |  |                                         |                                         |                                        |                                        |                                               |                                               |
|                                                                |                                                                |                                                        |                                                        |                                                       |                                                       |  |  |                                         |                                         |                                        |                                        |                                               |                                               |
|                                                                |                                                                |                                                        |                                                        |                                                       |                                                       |  |  |                                         |                                         |                                        |                                        |                                               |                                               |

|  |  |  |  | Małgorzata Barnimówna (ur. ?, zm. ?) |

Hipoteza 2
| Jan I ur. ok. 1218 zm. ? | Jan I ur. ok. 1218 zm. ? |                                    |                                    | NN ur. ? zm. ? | NN ur. ? zm. ? |  |  | Stoisław II von Vilmnitz ur. ok. 1217 zm. ? | Stoisław II von Vilmnitz ur. ok. 1217 zm. ? |                               |                               | Małgorzata von Podebuz ur. ok. 1221 zm. ? | Małgorzata von Podebuz ur. ok. 1221 zm. ? |
|                          |                          |                                    |                                    |                |                |  |  |                                             |                                             |                               |                               |                                           |                                           |
|                          |                          |                                    |                                    |                |                |  |  |                                             |                                             |                               |                               |                                           |                                           |
|                          |                          | Jaksa II z Choćkowa ur. 1244 zm. ? | Jaksa II z Choćkowa ur. 1244 zm. ? |                |                |  |  |                                             |                                             | Ciecisława ur. ok. 1246 zm. ? | Ciecisława ur. ok. 1246 zm. ? |                                           |                                           |
|                          |                          |                                    |                                    |                |                |  |  |                                             |                                             |                               |                               |                                           |                                           |
|                          |                          |                                    |                                    |                |                |  |  |                                             |                                             |                               |                               |                                           |                                           |
|                          |                          |                                    |                                    |                |                |  |  |                                             |                                             |                               |                               |                                           |                                           |

|  |  |  |  | Małgorzata (ur. ?, zm. ?) |

## Kwestie małżeńskie Małgorzaty
W dwudziestoleciu międzywojennym M. Wehrmann wskazywał, że Małgorzata była żoną Jana II, hrabiego choćkowskiego. Powoływał się na dokument z 13 lipca 1303, w którym Jan II miał otrzymać od Bogusława IV cztery wsie, w ramach posagu swej siostry. Zawarcie związku małżeńskiego miało nastąpić ok. 1297. Późniejsze dokumenty wskazują na pokrewieństwo Jana z Gryfitami.
R. Klempin znowuż, który  analizował dokumenty pomorskie twierdził, że Małgorzata była powtórnie wydana za mąż, prawdopodobnie za Wawrzyńca Jonssona (Pantera), stolnika duńskiego. Powoływał się na dokumenty z lat 1322 i 1330, w których księżniczka jest określana jako żona i wdowa po Panterze. Badacze nie przekazują informacji o ewentualnym potomstwie Małgorzaty, z dwóch jej małżeństw.

### Opracowania
- Edward Rymar, Rodowód książąt pomorskich, Szczecin: Książnica Pomorska im. Stanisława Staszica, 2005, ISBN 83-87879-50-9, OCLC 69296056. Brak numerów stron w książce
- Sommer P., Třeštík D., Žemlička J. (pod red.),Přemyslovci. Budování českého státu,  Praha 2009, ISBN 978-80-7106-352-0.

### Opracowania online
- Buchroeder D., Stoislaw II von Vilmnitz (ang.) [w:] ancestry library edition [dostęp 2012-04-24].